# جان جاك ريجيس دي كامباسيرس
جان جاك ريجيس دي كامباسيرس (بالفرنسية: Jean Jacques Régis de Cambacérès)‏ دوق بارما (18 أكتوبر 1753 – 8 مارس 1824)؛ كان محامي فرنسي ورجل دولة خلال الثورة الفرنسية والإمبراطورية الفرنسية الأولى، كان القنصل الثاني خلال حكومة القناصل منذ 1799 حتى 1804 بجوار نابليون بونابرت وشارل-فرانسوا ليبرون، أفضل ذكر له في التاريخ كان بإنشائه قانون نابليون والذي مازال يشكل أساس القانون الفرنسي المدني واستلهم منه قوانين لبلدان أخرى.

## سيرته
ولد في مونبلييه مع عائلة تعرف بالشهامة والتقيد بالقوانين.

## روابط خارجية
- جان جاك ريجيس دي كامباسيرس على موقع الموسوعة البريطانية (الإنجليزية)